# جيسيكا جين أبليغيت
جيسيكا جين أبليغيت (ولدت في 22 أغسطس 1996) هي لاعبة سباحة بريطانية في الألعاب الأولمبية للمعاقين. تتنافس في تصنيف S14 للسباحين ذوي الإعاقات الذهنية ، وخاصة السباحة الحرة وسباحة الظهر مفضلين مسافات أقصر. تأهلت لدورة الألعاب البارالمبية الصيفية لعام 2012 وفي 2 سبتمبر ، فازت آبلجيت بالميدالية الذهبية مسجلةً رقماً قياسياً في أولمبياد المعاقين في S14 200 متر حرة.
تم تعيينها عضوًا في وسام الإمبراطورية البريطانية في عام 2013 مع مرتبة الشرف لخدمات السباحة.